# Marcia Haydée
Marcia Haydée Salaverry Pereira da Silva (Niterói, 18 aprile 1937) è un'ex ballerina e direttrice artistica brasiliana.

## Biografia
Nata a Niterói, Marcia Haydée studiò alla Royal Ballet School di Londra e al Grand Ballet du Maquis de Cuevas di Monaco. Nel 1961 si unì al Balletto di Stoccarda, di cui divenne prima ballerina l'anno successivo. Musa e collaboratrice di John Cranko, fu la prima interprete di numerosi ruoli da lui coreografati, tra cui Giulietta in Romeo e Giulietta (1962), Tatiana in Onegin e Caterina ne La bisbetica domata. A Stoccarda fu spesso partner sulle scene di Richard Cragun e il New York Times ha definito la loro collaborazione artistica come una delle più grandi partnership della storia del balletto.
Per lei Kenneth MacMillan compose ruoli da protagonista ne Las Hermanas (1963), The Song of the Earth (1965) e Requiem (1976). Per lei John Neumeier scrisse il ruolo da protagonista nel suo adattamento de La signora delle camelie e quello di Blanche DuBois in un adattamento per balletto di Un tram che si chiama Desiderio.
Dopo la morte di Cranko, Marcia Haydée divenne la direttrice artistica del balletto di Stoccarda e mantenne il ruolo per diciannove anni fino al 1995. Dopo il ritorno in Sudamerica è stata direttrice artistico del Teatro Municipale di Santiago dal 1992 al 1996 e poi ancora dal 2003.
La città di Stoccarda le ha conferito la cittadinanza onoraria, mentre l'ateneo della città l'ha resa professoressa onoraria. Ha inoltre ricevuto premi alla carriera dal Prix Benois de la Danse (2017) e dal Prix de Lausanne (2019).